# Nigel de Jong
Nigel de Jong (30. listopad 1984 Amsterdam, Nizozemsko) je od roku 2013 sportovní ředitel národního týmu Nizozemska a bývalý nizozemský fotbalový záložník, který získal na MS stříbro (2010) a bronz (2014).

## Přestupy
- z Ajx do Hamburger za 1 500 000 Euro
- z Hamburger do Manchester City za 18 000 000 Euro
- z Manchester City do Milán za 3 500 000 Euro[2]
- z Milán do LA Galaxy zadarmo
- z LA Galaxy do Galatasaray zadarmo
- z Galatasaray do Mohuč zadarmo
- z Mohuč do Al-Ahli zadarmo
- z Al-Ahli do Al-Shahaniya zadarmo

## Kariéra

### Reprezentační

#### MS 2010
Zúčastnil se MS 2010 v Jihoafrické republice.
Ve finále proti Španělsku (porážka 0:1) vyrukovali Nizozemci na favorizovaného soupeře s tvrdou hrou, nepříliš typickou pro Oranje. De Jong v průběhu zápasu kopl silně do hrudníku Španěla Xabi Alonsa, dostal za to jen žlutou kartu. Nizozemci se museli spokojit se stříbrnými medailemi.

#### EURO 2012
Mistrovství Evropy 2012 v Polsku a na Ukrajině se Nizozemsku vůbec nezdařilo. Ačkoli bylo po suverénní kvalifikaci považováno za jednoho z největších favoritů, prohrálo v základní skupině B všechny tři zápasy (v tzv. „skupině smrti“ postupně 0:1 s Dánskem, 1:2 s Německem a 1:2 s Portugalskem) a skončilo na posledním místě. De Jong odehrál všechny tři zápasy v základní sestavě, pouze v utkání s Dánskem byl ve druhém poločase vystřídán.

#### MS 2014
Trenér Louis van Gaal jej vzal na Mistrovství světa 2014 v Brazílii. De Jong byl v základní sestavě ve všech třech zápasech základní skupiny B, odkud Nizozemci postoupili s plným počtem 9 bodů z prvního místa. Poté utrpěl menší zranění a hrál až v semifinále s Argentinou. Nizozemci se dostali do boje o třetí místo proti Brazílii, vyhráli 3:0 a získali bronzové medaile.

## Statistiky

### Klubové
| Sezóna                    | Klub                      | Liga                      | Liga   | Liga | Ligové poháry | Ligové poháry | Ligové poháry | Kontinentální poháry | Kontinentální poháry | Kontinentální poháry | Celkem | Celkem |
| Sezóna                    | Klub                      | Soutěž                    | Zápasy | Góly | Soutěž        | Zápasy        | Góly          | Soutěž               | Zápasy               | Góly                 | Zápasy | Góly   |
| ------------------------- | ------------------------- | ------------------------- | ------ | ---- | ------------- | ------------- | ------------- | -------------------- | -------------------- | -------------------- | ------ | ------ |
| 2002/03                   | Ajax                      | Eredivisie                | 17     | 0    | NP+NS         | 1+0           | 0             | LM                   | 10                   | 1                    | 28     | 1      |
| 2003/04                   | Ajax                      | Eredivisie                | 32     | 1    | NP            | 1             | 0             | LM                   | 5                    | 0                    | 38     | 1      |
| 2004/05                   | Ajax                      | Eredivisie                | 31     | 5    | NP+NS         | 2+1           | 0             | LM+PU                | 6+2                  | 1+0                  | 42     | 6      |
| 2005/06                   | Ajax                      | Eredivisie                | 16     | 2    | NP+NS         | 1+1           | 0             | LM                   | 7                    | 3                    | 25     | 5      |
| Celkem za Ajax            | Celkem za Ajax            | Celkem za Ajax            | 96     | 8    | -             | 7             | 0             | -                    | 30                   | 5                    | 133    | 13     |
| 2006                      | Hamburger                 | Bundesliga                | 16     | 0    | NP            | 0             | 0             | PU                   | 3                    | 0                    | 15     | 1      |
| 2006/07                   | Hamburger                 | Bundesliga                | 18     | 0    | NP+NLP        | 1+1           | 0             | LM                   | 5                    | 1                    | 25     | 1      |
| 2007/08                   | Hamburger                 | Bundesliga                | 29     | 1    | NP            | 3             | 1             | Int.+PU              | 2+9                  | 0+1                  | 43     | 3      |
| 2008/09                   | Hamburger                 | Bundesliga                | 7      | 0    | NP            | 2             | 0             | PU                   | 2                    | 0                    | 11     | 0      |
| Celkem za Hamburger       | Celkem za Hamburger       | Celkem za Hamburger       | 66     | 2    | -             | 7             | 1             | -                    | 21                   | 2                    | 94     | 5      |
| 2009                      | Manchester City           | Premier League            | 16     | 0    | AP+ALP        | 0+0           | 0             | -                    | 0                    | 0                    | 16     | 0      |
| 2009/10                   | Manchester City           | Premier League            | 34     | 0    | AP+ALP        | 3+5           | 0             | -                    | 0                    | 0                    | 42     | 0      |
| 2010/11                   | Manchester City           | Premier League            | 32     | 1    | AP+ALP        | 4+0           | 0             | EL                   | 5                    | 0                    | 41     | 1      |
| 2011/12                   | Manchester City           | Premier League            | 21     | 0    | AP+ALP+AS     | 1+4+1         | 0+1+0         | LM+EL                | 5+4                  | 0                    | 36     | 1      |
| 2012                      | Manchester City           | Premier League            | 1      | 0    | AS            | 0+0+1         | 0             | -                    | 0                    | 0                    | 2      | 0      |
| Celkem za Manchester City | Celkem za Manchester City | Celkem za Manchester City | 104    | 1    | -             | 19            | 1             | -                    | 14                   | 0                    | 137    | 2      |
| 2012/13                   | Milán                     | Serie A                   | 12     | 1    | IP            | 0             | 0             | LM                   | 4                    | 0                    | 16     | 1      |
| 2013/14                   | Milán                     | Serie A                   | 33     | 2    | IP            | 1             | 0             | LM                   | 10                   | 0                    | 44     | 2      |
| 2014/15                   | Milán                     | Serie A                   | 29     | 3    | IP            | 1             | 1             | -                    | 0                    | 0                    | 30     | 4      |
| 2015/16                   | Milán                     | Serie A                   | 5      | 0    | IP            | 1             | 0             | -                    | 0                    | 0                    | 6      | 0      |
| Celkem za Milán           | Celkem za Milán           | Celkem za Milán           | 79     | 6    | -             | 3             | 1             | -                    | 14                   | 0                    | 96     | 7      |
| 2016                      | LA Galaxy                 | MLS                       | 18     | 0    | AP            | 2             | 0             | LMC                  | 2                    | 0                    | 22     | 0      |
| 2016/17                   | Galatasaray               | Süper Lig                 | 18     | 1    | TP+TS         | 6+0           | 0             | -                    | 0                    | 0                    | 24     | 1      |
| 2017/18                   | Galatasaray               | Süper Lig                 | 0      | 0    | TP            | 0             | 0             | EL                   | 0                    | 0                    | 0      | 0      |
| 2018                      | Mohuč                     | Bundesliga                | 11     | 0    | NP            | 1             | 0             | -                    | 0                    | 0                    | 12     | 0      |
| 2018/19                   | Al-Ahli                   | Qatar Stars League        | 21     | 4    | KP            | 0             | 0             | LM AFC               | 0                    | 0                    | 21     | 4      |
| 2019/20                   | Al-Shahaniya              | Qatar Stars League        | 22     | 0    | KP            | 4             | 1             | -                    | 0                    | 0                    | 25     | 4      |
| 2020/21                   | Al-Shahaniya              | Qatar Stars League        | 15     | 0    | -             | 0             | 0             | -                    | 0                    | 0                    | 15     | 0      |
| Celkem za Al-Shahaniya    | Celkem za Al-Shahaniya    | Celkem za Al-Shahaniya    | 37     | 0    | -             | 4             | 1             | -                    | 0                    | 0                    | 41     | 1      |
| Celkově                   | Celkově                   | Celkově                   | 450    | 22   | -             | 53            | 4             | -                    | 81                   | 7                    | 584    | 33     |

### Reprezentační

#### Statistika na velkých turnajích
| Reprezentace | Rok     | Zápasy             | Zápasy | Zápasy      | Zápasy           | Zápasy           | Zápasy           |
| Reprezentace | Rok     | Fáze turnaje       | Datum  | Soupeř      | Odehraných minut | Vstřelené branky | Výsledek         |
| ------------ | ------- | ------------------ | ------ | ----------- | ---------------- | ---------------- | ---------------- |
| Nizozemsko   | ME 2008 | 1 zápas ve skupině | 9. 6.  | Itálie      | 90               | 0                | 3:0              |
| Nizozemsko   | ME 2008 | 2 zápas ve skupině | 13. 6. | Francie     | 90               | 0                | 4:1              |
| Nizozemsko   | ME 2008 | Čtvrtfinále        | 21. 6. | Rusko       | 120              | 0                | 1:3 v prodl.     |
| Nizozemsko   | MS 2010 | 1 zápas ve skupině | 14. 6. | Dánsko      | 90               | 0                | 2:0              |
| Nizozemsko   | MS 2010 | 2 zápas ve skupině | 19. 6. | Japonsko    | 90               | 0                | 1:0              |
| Nizozemsko   | MS 2010 | 3 zápas ve skupině | 24. 6. | Kamerun     | 90               | 0                | 2:1              |
| Nizozemsko   | MS 2010 | Osmifinále         | 28. 6. | Slovensko   | 90               | 0                | 2:1              |
| Nizozemsko   | MS 2010 | Čtvrtfinále        | 2. 7.  | Brazílie    | 90               | 0                | 2:1              |
| Nizozemsko   | MS 2010 | Finále             | 11. 7. | Španělsko   | 120              | 0                | 0:1 v prodl.     |
| Nizozemsko   | ME 2012 | 1 zápas ve skupině | 9. 6.  | Dánsko      | 71               | 0                | 0:1              |
| Nizozemsko   | ME 2012 | 2 zápas ve skupině | 13. 6. | Německo     | 90               | 0                | 1:2              |
| Nizozemsko   | ME 2012 | 3 zápas ve skupině | 17. 6. | Portugalsko | 90               | 0                | 1:2              |
| Nizozemsko   | MS 2014 | 1 zápas ve skupině | 13. 6. | Španělsko   | 90               | 0                | 5:1              |
| Nizozemsko   | MS 2014 | 2 zápas ve skupině | 18. 6. | Austrálie   | 90               | 0                | 3:2              |
| Nizozemsko   | MS 2014 | 3 zápas ve skupině | 23. 6. | Chile       | 90               | 0                | 2:0              |
| Nizozemsko   | MS 2014 | Osmifinále         | 29. 6. | Mexiko      | 9                | 0                | 2:1              |
| Nizozemsko   | MS 2014 | Semifinále         | 9. 7.  | Argentina   | 62               | 0                | 0:0, 2:4 na pen. |

#### Reprezentační branka
| Gól | Datum      | Stadion                             | Soupeř | Skóre | Výsledek | Soutěž                 |
| --- | ---------- | ----------------------------------- | ------ | ----- | -------- | ---------------------- |
| 010 | 6. 6. 2009 | Laugardalsvöllur, Reykjavík, Island | Island | 0:1   | 1:2      | kvalifikace na MS 2010 |

## Úspěchy

### Klubové
- vítěz  Nizozemské ligy (1x)

Ajax: 2003/04
- vítěz  Anglické ligy (1x)

Manchester City: 2011/12
- vítěz Nizozemského superpoháru (1x)

Ajax: 2005
- vítěz  Anglického poháru (1x)

Manchester City: 2010/11
- vítěz  Anglického superpoháru (1x)

Manchester City: 2012

### Kontinentální
- vítěz Poháru Intertoto (1x)

Hamburger: 2007

### Reprezentační
- 2x na MS (2010 - stříbro, 2014 - bronz)
- 2x na ME (2008, 2012)